# NGC 3890
NGC 3890 је спирална галаксија у сазвежђу Змај која се налази на NGC листи објеката дубоког неба.
Деклинација објекта је + 74° 18' 7" а ректасцензија 11h 49m 19,5s. Привидна величина (магнитуда) објекта NGC 3890 износи 13,4 а фотографска магнитуда 14,1. NGC 3890 је још познат и под ознакама NGC 3939, UGC 6788, MCG 13-9-3, CGCG 352-8, IRAS 11465+7434, PGC 36925.